# Emily Owens
Emily Owens (Originaltitel: Emily Owens, M.D., ehemals First Cut) ist eine US-amerikanische Fernsehserie über die Assistenzärztin Emily Owens, die feststellt, dass der Alltag im Krankenhaus nach den gleichen Regeln und Hackordnungen abspielt, die ihr bereits aus der Schule bestens vertraut sind.
Am 11. Mai 2012 bestellte der Sender The CW die Serie offiziell. Aufgrund geringer Einschaltquoten wurde die Serie nach 13 Episoden abgesetzt.

## Handlung
Emily Owens beginnt eine Ausbildung am Denver Memorial Hospital und will ihr altes Leben als Highschool-Geek hinter sich lassen. Muss aber feststellen, dass der Ärztealltag genauso abläuft wie ein Highschooltag. Trotzdem findet sie in Tyra und Micah Freunde und verknallt sich unsterblich in Will, ihren Schwarm von der Medizinschule. Doch Will fängt lieber mit Cassandra, Emilys Highschool-Erzfeindin, eine Affäre an.

## Hauptfiguren
Emily Owens
Emily ist Assistenzärztin im ersten Ausbildungsjahr am Denver Memorial Hospital und versucht sich im Alltag des Krankenhauses zu behaupten. Doch dort trifft sie auch auf frühere Bekannte wie ihren Kommilitonen Will, in den sie verliebt war, als auch auf ihre ehemalige Erzrivalin Cassandra aus ihren Highschool-Tagen. Aber die neu gewonnenen Freundschaften zu ihren neuen Kollegen Tyra Granger und Micah Barnes helfen ihr, die alten und neuen Herausforderungen zu meistern.
Will Collins
Will ist ein gut aussehender und charmanter Assistenzarzt der Chirurgie, den Emily aus dem Studium kennt. Da er nur freundschaftliches Interesse an Emily hat, bemüht sie sich ständig, ihre romantischen Gefühle zu verbergen.
Cassandra Kopelson
Cassandra war schon in der Highschool stets bemüht, Emily lächerlich zu machen. Auch im Krankenhaus nimmt Cassandra die Konkurrenz unter den auszubildenden Ärzten sehr ernst und schreckt nicht vor Gerüchten und Intrigen zurück, um als Beste dazustehen.
Tyra Dupre
Tyra, auch eine Assistenzärztin im ersten Jahr, freundet sich rasch mit Emily an und vertraut ihr schon bald ihre Geheimnisse an. Vor allem macht ihr zu schaffen, dass sie ihre Homosexualität nicht öffentlich bekennen kann, da ihr Vater zugleich der Chefarzt der Chirurgie ist.
Micah Barnes
Micah ist der verantwortliche Stationsarzt, der Emily sehr oft mit Rat und Tat beiseite steht.
Gina Bandari
Dr. Gina Bandari ist die Kardiochirurgin im Denver Memorial und Emilys großes berufliches Vorbild.

## Ausstrahlung
In den USA wurde Emily Owens, M.D. von The CW ausgestrahlt. Die erste und einzige Staffel lief zwischen dem 16. Oktober 2012 und 5. Februar 2013. Die Serie lief schon zur Premiere nur mittelmäßig und verlor in den darauffolgenden Wochen sehr viele Zuschauer, sodass zum Schluss nur eine magere Million Zuschauer und ein Rating von 0.3 in der Zielgruppe der 18- bis 49-Jährigen übrig blieben.
Die deutsche Erstausstrahlung zeigt der Sender sixx seit dem 24. September 2013.

## Besetzung und Synchronisation
Für die deutsche Synchronisation wurde die Synchronfirma Arena Synchron in Berlin beauftragt unter der Dialogregie von Berenice Weichert.
| Rollenname         | Schauspieler/in   | Hauptrolle (Episoden) | Nebenrolle (Episoden) | Synchronsprecher/in |
| ------------------ | ----------------- | --------------------- | --------------------- | ------------------- |
| Emily Owens        | Mamie Gummer      | 1–13                  |                       | Nicole Hannak       |
| Will Collins       | Justin Hartley    | 1–13                  |                       | Tobias Nath         |
| Cassandra Kopelson | Aja Naomi King    | 1–13                  |                       | Ilona Brokowski     |
| Micah Barnes       | Michael Rady      | 1–13                  |                       | Tim Knauer          |
| Gina Bandari       | Necar Zadegan     | 1–13                  |                       | Victoria Sturm      |
| Tyra Dupre         | Kelly McCreary    | 1–13                  |                       | Julia Ziffer        |
| Joyce Barnes       | Catherine Barroll |                       | 1–13                  | Liane Rudolph       |
| Tim Dupre          | Harry Lennix      |                       | 1–12                  | Tilo Schmitz        |

## Episodenliste
| Nr. | Deutscher Titel         | Originaltitel                       | Erstausstrahlung USA | Deutschsprachige Erstausstrahlung (D) |
| --- | ----------------------- | ----------------------------------- | -------------------- | ------------------------------------- |
| 1   | Aller Anfang ist schwer | Pilot                               | 16. Okt. 2012        | 24. Sep. 2013                         |
| 2   | Ganz normales Verhalten | Emily and… the Alan Zolman Incident | 23. Okt. 2012        | 1. Okt. 2013                          |
| 3   | Die Epidemie            | Emily and… the Outbreak             | 30. Okt. 2012        | 8. Okt. 2013                          |
| 4   | Das Raubtier            | Emily and… the Predator             | 13. Nov. 2012        | 15. Okt. 2013                         |
| 5   | Schuldgefühle           | Emily and… the Tell-Tale Heart      | 20. Nov. 2012        | 22. Okt. 2013                         |
| 6   | Die Glaubensfrage       | Emily and… the Question of Faith    | 27. Nov. 2012        | 29. Okt. 2013                         |
| 7   | Gut und Böse            | Emily and… the Good and the Bad     | 4. Dez. 2012         | 5. Nov. 2013                          |
| 8   | Der Unfall              | Emily and… the Car and the Cards    | 1. Jan. 2013         | 12. Nov. 2013                         |
| 9   | Rollenspiel             | Emily and… the Love of Larping      | 8. Jan. 2013         | 19. Nov. 2013                         |
| 10  | Das Liebes-Experiment   | Emily and… the Social Experiment    | 15. Jan. 2013        | 26. Nov. 2013                         |
| 11  | Das Ende der Geduld     | Emily and… the Teapot               | 22. Jan. 2013        | 3. Dez. 2013                          |
| 12  | Organisiertes Chaos     | Emily and… the Perfect Storm        | 29. Jan. 2013        | 10. Dez. 2013                         |
| 13  | Nur nichts überstürzen  | Emily and… the Leap                 | 5. Feb. 2013         | 17. Dez. 2013                         |